# Barbara Kicińska-Kamińska
Barbara Kicińska-Kamińska (ur. 1 sierpnia 1929, zm. 13 czerwca 2021) – polska piosenkarka popularna w latach 50. XX w.
Debiutowała 1 listopada 1948 r. w Teatrze Lalek Arlekin w Łodzi. Jako piosenkarka występowała w Polsce i za granicą w tym między innymi: Austrii, Bułgarii, NRD, Rumunii i Węgrzech. Współpracowała z Orkiestrą Taneczną Polskiego Radia pod dyrekcją Jana Cajmera.
W listopadzie 2013 r., obchodziła jubileusz 65-lecia pracy artystycznej.

## Dyskografia
Płyty 10", 78 obr./min. (szelakowe)
- Muza 2402: Poznańska piosenka / Spotkajmy się wieczorem (Ork. Tan. PR, dyr. Jana Cajmera)[3]
- Muza 2485: Nie patrz na mnie z góry / Na Jawie (Sekcja Rytm. J. Woźniaka)[3]